# Lophostropheus
Lophostropheus là một chi khủng long, được Ezcurra & Cuny mô tả khoa học năm 2007.